# Haunscher Hof

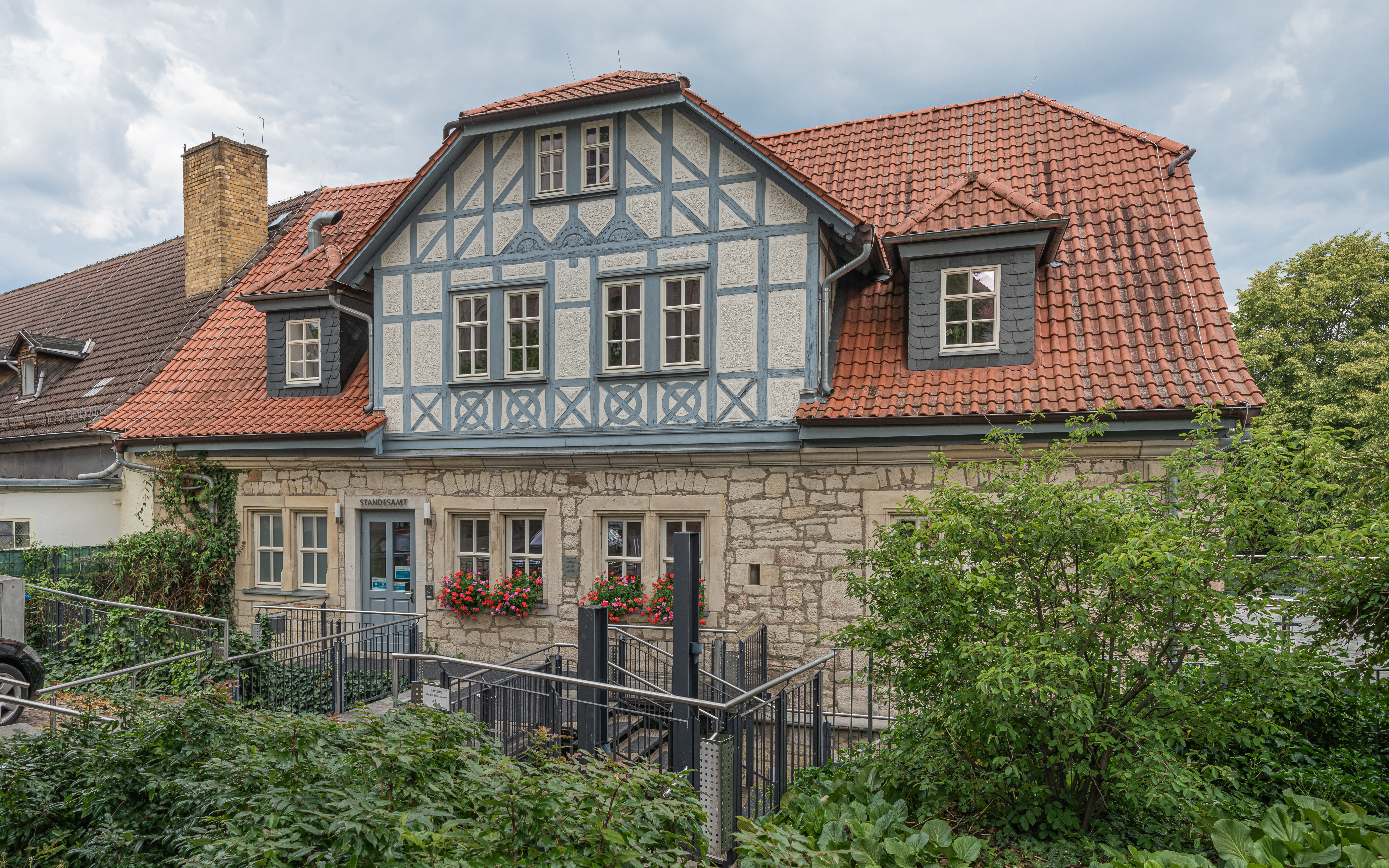
Der Haunsche Hof in Bad Salzungen, Frontansicht

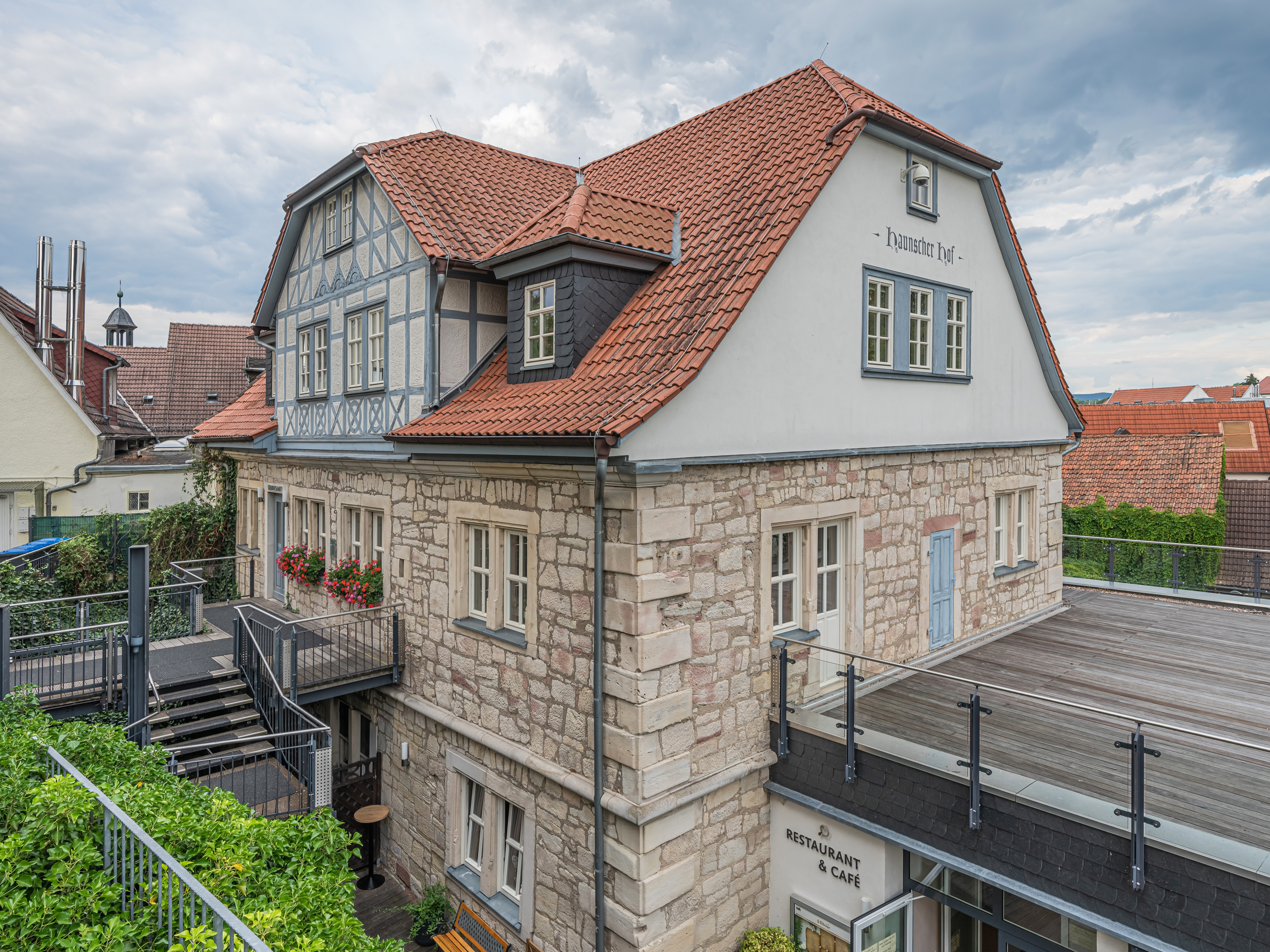
Seitenansicht

Der Haunsche Hof ist ein denkmalgeschütztes Gebäude in Bad Salzungen im Wartburgkreis in Thüringen.

## Lage
Der Haunsche Hof liegt im Stadtzentrum von Bad Salzungen, südlich des Marktplatzes am Nordufer des Burgsees.

## Bauwerk
Das Gebäude wurde zweigeschossig mit Krüppelwalmdach errichtet. Prägend sind das Rundportal und der dreigeschossige Treppenturm mit Wappen aus dem Jahre 1624.

## Geschichte
Der um 1450 errichtete Haunsche oder Hünsche Hof ist eines der ältesten Bauwerke der Bad Salzunger Innenstadt. 1487 bekam die Familie von Haun aus der Hand des Grafen Friedrich von Henneberg den „Henneberger Hof“ übereignet, woraus sich der heutige Name ableitet.
1624 wurde die Anlage im Renaissancestil umgebaut. 1810 ging das Haus in bürgerlichen Besitz über und diente zwischenzeitlich unter anderem als Kurpension.
Nach einer Komplettrestaurierung ab 1970 zog 1972 die Stadt- und Kreisbibliothek in das Gebäude ein. 1974 erfolgte im Kellergeschoss eine aufwendige Umgestaltung, ein Weinlokal wurde geschaffen. 1996 zog die Bibliothek aus und 2001 der Bad Salzunger Kulturverein ein.
Nach umfassender Sanierung von 2007 bis 2010 beherbergt der Haunsche Hof heute ein Café, das Standesamt der Stadt Bad Salzungen mit Trauzimmer sowie Vereins- und Ausstellungsräume des örtlichen Kulturvereins.